# An den zwei Steinen
An den zwei Steinen ist ein 766,2 m ü. NHN hoher Berg des Idarwaldes (Hunsrück) in den Landkreisen Birkenfeld und Bernkastel-Wittlich in Rheinland-Pfalz.
Der bewaldete Berg ist nach dem 15 km südwestlich gelegenen Erbeskopf (816,3 m; mit dessen Nordostsporn Sandkopf, 807,3 m sowie dem Südwestsporn Springenkopf, 784,2 m) im Schwarzwälder Hochwald und vor der 12 km südwestlich liegenden (je Luftlinie) Kahlheid (766 m; auch im Idarwald), der zweithöchste in Rheinland-Pfalz.
Sein Gipfel liegt auf der Grenze von Stipshausen im Nordosten, Hottenbach im Ostsüdosten und Hinzerath (zu Morbach) im Nordwesten; Anteil an gipfelnahen Lagen haben auch Hochscheid im Norden und Hellertshausen im Südosten. 
Südwestlich vorbei am Berg verläuft zwischen Hinzerath und dem nahen Bruchweiler die Landesstraße 159, von der die über seine Südflanke führende Verbindungsstraße von Hinzerath nach Hellertshausen (Kreisstraßen 125 und 56) abzweigt.
Der Berg an den zwei Steinen ist zu dem auch ein markanter Höhenzug, der geschichtsträchtige Spuren aus dem Zweiten Weltkrieg trägt. In der Nähe des Berges wurde ein US-amerikanischer Bomber abgeschossen, was zu Kämpfen in der Region führte. Der umgebende Wald zeigt bis heute sichtbare Narben des Krieges, darunter Bombenkrater, kleine Granattrichter, Gräben und ehemalige Stellungen. Diese Relikte zeugen von den Auseinandersetzungen, die in der Endphase des Krieges in dieser Gegend stattfanden.